# Daniel Cappelletti
Daniel Cappelletti (Cantù, 9 ottobre 1991) è un calciatore italiano, difensore del Trento.

## Caratteristiche tecniche
È un terzino destro che può essere schierato anche al centro della difesa.

## Carriera

### Club
Inizia a muovere primi passi nel mondo del calcio nella società Cantù San Paolo, dove debutta anche nel campionato di Eccellenza. Acquistato nel gennaio 2009 dal Palermo, a fine stagione si laurea campione d’Italia con la formazione Primavera.
Debutta con i granata il 1 settembre 2014, nel pareggio esterno contro il Modena per 1-1. Schierato titolare per il resto della stagione, colleziona 40 presenze non riuscendo però ad evitare la retrocessione del club.
Il 22 luglio 2016, fa ritorno al Padova, società nella quale aveva militato nella stagione di Serie B 2010-2011, firmando un contratto della durata di due anni.
Dopo 4 stagioni con il L.R. Vicenza, il 1º settembre 2023 passa al Brindisi, firmando un contratto biennale valido fino al 30 giugno 2025. Il 1 febbraio 2024 passa al Trento a titolo definitivo, rimanendo in Serie C, ma nel girone A.

### Nazionale
Il 16 gennaio 2009, viene convocato per il raduno della Nazionale Dilettanti Under 18. Nel giugno 2015 viene convocato dal mister Massimo Piscedda alle Universiadi in programma a luglio in Corea del Sud, vinte dagli azzurri 3-0 in finale contro i padroni di casa coreani.

## Statistiche

### Presenze e reti nei club
Statistiche aggiornate al 4 maggio 2025.
| Stagione          | Squadra           | Campionato        | Campionato | Campionato | Coppe nazionali | Coppe nazionali | Coppe nazionali | Coppe continentali | Coppe continentali | Coppe continentali | Altre coppe | Altre coppe | Altre coppe | Totale | Totale |
| Stagione          | Squadra           | Comp              | Pres       | Reti       | Comp            | Pres            | Reti            | Comp               | Pres               | Reti               | Comp        | Pres        | Reti        | Pres   | Reti   |
| ----------------- | ----------------- | ----------------- | ---------- | ---------- | --------------- | --------------- | --------------- | ------------------ | ------------------ | ------------------ | ----------- | ----------- | ----------- | ------ | ------ |
| 2010-2011         | Padova            | B                 | 3          | 0          | CI              | 1               | 0               | -                  | -                  | -                  | -           | -           | -           | 4      | 0      |
| lug.-dic. 2011    | Sassuolo          | B                 | 0          | 0          | CI              | 0               | 0               | -                  | -                  | -                  | -           | -           | -           | 0      | 0      |
| gen.-giu. 2012    | Juve Stabia       | B                 | 3          | 0          | CI              | -               | -               | -                  | -                  | -                  | -           | -           | -           | 3      | 0      |
| 2012-2013         | Südtirol          | PD                | 29+2       | 1          | CI+CI-LP        | 2+1             | 0               | -                  | -                  | -                  | -           | -           | -           | 34     | 1      |
| 2013-2014         | Südtirol          | PD                | 21+5       | 1          | CI+CI-LP        | 2+0             | 0               | -                  | -                  | -                  | -           | -           | -           | 28     | 1      |
| Totale Südtirol   | Totale Südtirol   | Totale Südtirol   | 50+7       | 2          |                 | 5               | 0               |                    | -                  | -                  |             | -           | -           | 62     | 2      |
| 2014-2015         | Cittadella        | B                 | 40         | 0          | CI              | 2               | 0               | -                  | -                  | -                  | -           | -           | -           | 42     | 0      |
| 2015-2016         | Cittadella        | LP                | 16         | 2          | CI+CI-LP        | 2+7             | 0+2             | -                  | -                  | -                  | SC-LP       | 1           | 0           | 26     | 4      |
| Totale Cittadella | Totale Cittadella | Totale Cittadella | 56         | 2          |                 | 11              | 2               |                    | -                  | -                  |             | 1           | 0           | 68     | 4      |
| 2016-2017         | Padova            | LP                | 33+1       | 2          | CI+CI-LP        | 0+2             | 0               | -                  | -                  | -                  | -           | -           | -           | 36     | 2      |
| 2017-2018         | Padova            | C                 | 34         | 1          | CI+CI-C         | 2+0             | 0               | -                  | -                  | -                  | SC-C        | 2           | 1           | 38     | 2      |
| 2018-2019         | Padova            | B                 | 30         | 4          | CI              | 0               | 0               | -                  | -                  | -                  | -           | -           | -           | 30     | 4      |
| Totale Padova     | Totale Padova     | Totale Padova     | 100+1      | 7          |                 | 5               | 0               |                    | -                  | -                  |             | 2           | 1           | 108    | 8      |
| 2019-2020         | Vicenza           | C                 | 25         | 3          | CI+CI-C         | 1               | 0               | -                  | -                  | -                  | -           | -           | -           | 26     | 3      |
| 2020-2021         | Vicenza           | B                 | 31         | 4          | CI              | 0               | 0               | -                  | -                  | -                  | -           | -           | -           | 23     | 3      |
| 2021-2022         | Vicenza           | B                 | 10         | 0          | CI              | 1               | 0               | -                  | -                  | -                  | -           | -           | -           | 11     | 0      |
| 2022-2023         | Vicenza           | C                 | 13+4       | 0          | CI-C            | 5               | 1               | -                  | -                  | -                  | -           | -           | -           | 22     | 1      |
| Totale Vicenza    | Totale Vicenza    | Totale Vicenza    | 79+4       | 7          |                 | 7               | 1               |                    | -                  | -                  |             | -           | -           | 90     | 8      |
| 2023-gen. 2024    | Brindisi          | C                 | 15         | 0          | CI-C            | 0               | 0               | -                  | -                  | -                  | -           | -           | -           | 15     | 0      |
| gen.-giu. 2024    | Trento            | C                 | 13+1       | 1          | CI-C            | 0               | 0               | -                  | -                  | -                  | -           | -           | -           | 14     | 1      |
| 2024-2025         | Trento            | C                 | 33+1       | 0          | CI-C            | 2               | 0               | -                  | -                  | -                  | -           | -           | -           | 36     | 0      |
| Totale Trento     | Totale Trento     | Totale Trento     | 46+2       | 1          |                 | 2               | 0               |                    | -                  | -                  |             | -           | -           | 50     | 1      |
| Totale carriera   | Totale carriera   | Totale carriera   | 340+14     | 19         |                 | 30              | 3               |                    | -                  | -                  |             | 3           | 1           | 397    | 23     |

## Palmarès

### Club

#### Competizioni giovanili
- Campionato Primavera: 1

Palermo: 2008-2009

#### Competizioni nazionali
- Lega Pro: 1

Cittadella: 2015-2016 (girone A)
- Serie C: 2

Padova: 2017-2018 (girone B)
L.R. Vicenza: 2019-2020 (girone B)
- Supercoppa di Serie C: 1

Padova: 2018
- Coppa Italia Serie C: 1

L.R. Vicenza: 2022-2023

### Nazionale
- Universiade: 1

2015